# 오타 스케토시
오타 스케토시(일본어: 太田資俊, 1720년 ~ 1763년 1월 12일)는 에도 시대 중기의 다이묘이다. 고즈케 다테바야시번주, 엔슈 가케가와번 초대 번주를 지냈다. 에도 막부에선 사사봉행을 역임하였다. 가케가와 번 오타 가(掛川藩太田家) 제5대 당주.
| 전임 막부령(오타 스케하루) | 제2대 다테바야시번 번주 (오타가, 재봉) 1740년 ~ 1746년 | 후임 마쓰다이라 다케치카 |

| 전임 오가사와라 나가유키 | 제1대 가케가와번 번주 (오타가) 1746년 ~ 1763년 | 후임 오타 스케요시 |